# Средњобосански кантон
Средњобосански кантон је кантон у саставу Федерације Босне и Херцеговине.

## Географија
Смештен је у централном делу Босне и Херцеговине на површини од 3.189 km², што чини 12% површине Федерације БиХ, са преко 273.000 становника. По свом географском положају представља важну раскрсницу босанскохерцеговачких, па и европских путева, те значајно транзитно подручје.

## Становништво
Већи део становништва кантона чине Бошњаци, а мањи део Хрвати. Бошњаци су већина у општинама Ускопље, Бугојно, Доњи Вакуф, Травник, Јајце, Нови Травник и Фојница, а Хрвати у општинама Бусовача, Крешево, Кисељак, Витез и Добретићи.
|                      | 2013.            | 1991.             |
| Укупно               | 254 686 (100,0%) | 331 782 (100,0%)  |
| Бошњаци              | 146 652 (57,58%) | 143 678 (43,30%)1 |
| Хрвати               | 97 629 (38,33%)  | 129 822 (39,13%)  |
| Срби                 | 3 043 (1,195%)   | 37 805 (11,39%)   |
| Босанци              | 1 441 (0,566%)   | –                 |
| Роми                 | 1 347 (0,529%)   | –                 |
| Муслимани            | 1 216 (0,477%)   | –                 |
| Непознато            | 1 108 (0,435%)   | –                 |
| Неизјашњени          | 1 014 (0,398%)   | –                 |
| Остали               | 423 (0,166%)     | 6 713 (2,023%)    |
| Босанци и Херцеговци | 378 (0,148%)     | –                 |
| Албанци              | 154 (0,060%)     | –                 |
| Турци                | 94 (0,037%)      | –                 |
| Црногорци            | 60 (0,024%)      | –                 |
| Југословени          | 55 (0,022%)      | 13 764 (4,149%)   |
| Православци          | 28 (0,011%)      | –                 |
| Словенци             | 25 (0,010%)      | –                 |
| Македонци            | 17 (0,007%)      | –                 |
| Украјинци            | 2 (0,001%)       | –                 |

1. 1 На пописима од 1971. до 1991. Бошњаци су пописивани углавном као Муслимани.